# Zaïre op de Olympische Zomerspelen 1996
Zaïre nam deel aan de Olympische Zomerspelen 1996 in Atlanta, Verenigde Staten. Het was de vierde en laatste keer dat het Afrikaanse land deelnam onder deze naam.

## Deelnemers

### Atletiek
| Olympiër      | Discipline   | Resultaat | Prestatie |
| ------------- | ------------ | --------- | --------- |
| Willy Kalombo | marathon (m) | 16e       | 2:17.01   |
| Kaleka Mutoke | marathon (m) | 96e       | 2:34.40   |

### Basketbal
| Olympiër | Discipline | Resultaat | Prestatie |
| --- | ---------- | --------- | --- |
| Muene Tshijuka Kakengwa Pikinini Lukengu Ngalula Patricia N'Goy Benga Mukendi Mbuyi Kaninga Mbambi Mwadi Mabika Natalie Lobela Zaina Kapepula Kasala Kamanga Lileko Bonzali Kongolo Amba | vrouwen    | 12e       | groep B: 6de V van Oekraïne: 65-81 V van Australië: 45-91 V van Verenigde Staten: 47-107 V van Zuid-Korea: 71-95 V van Cuba: 59-73 9-12de plek: V van China: 67-91 11-12de plek: V van Canada: 46-88 |

| Groep B |                  |             |             |             |            |            |            |        |
| #       | Land             | Wedstrijden | Wedstrijden | Wedstrijden | Doelpunten | Doelpunten | Doelpunten | Punten |
| #       | Land             | G           | W           | V           | V          | T          | Saldo      | Punten |
| 1       | Verenigde Staten | 5           | 5           | 0           | 507        | 339        | +168       | 10     |
| 2       | Oekraïne         | 5           | 3           | 2           | 354        | 358        | -4         | 8      |
| 3       | Australië        | 5           | 3           | 2           | 369        | 319        | +50        | 8      |
| 4       | Cuba             | 5           | 2           | 3           | 365        | 377        | -12        | 7      |
| 5       | Zuid-Korea       | 5           | 2           | 3           | 347        | 389        | -42        | 7      |
| 6       | Zaïre            | 5           | 0           | 5           | 287        | 447        | -160       | 5      |

| Ronde        | Datum   | Plaats           | Land   | Score      | Land |
| ------------ | ------- | ---------------- | ------ | ---------- | ---- |
| Groepsfase   |         |                  |        |            |      |
| 21 juli      | Atlanta | Zaïre            | 65-81  | Oekraïne   |      |
| 23 juli      | Atlanta | Australië        | 91-45  | Zaïre      |      |
| 25 juli      | Atlanta | Verenigde Staten | 107-47 | Zaïre      |      |
| 27 juli      | Atlanta | Zaïre            | 71-95  | Zuid-Korea |      |
| 29 juli      | Atlanta | Cuba             | 73-59  | Zaïre      |      |
| 9-12de plek  |         |                  |        |            |      |
| 31 juli      | Atlanta | Zaïre            | 67-91  | China      |      |
| 11-12de plek |         |                  |        |            |      |
| 3 augustus   | Atlanta | Zaïre            | 46-88  | Canada     |      |

Afghanistan · Albanië · Algerije · Amerikaanse Maagdeneilanden · Amerikaans-Samoa · Andorra · Angola · Antigua‑Barbuda · Argentinië · Armenië · Aruba · Australië · Azerbeidzjan · Bahama's · Bahrein · Bangladesh · Barbados · België · Belize · Benin · Bermuda · Bhutan · Bolivia · Bosnië en Herzegovina · Botswana · Brazilië · Britse Maagdeneilanden · Brunei · Bulgarije · Burkina Faso · Burundi · Cambodja · Canada · Centraal-Afrikaanse Republiek · Chili · China · Chinees Taipei · Colombia · Comoren · Congo-Brazzaville · Cookeilanden · Costa Rica · Cuba · Cyprus · Denemarken · Djibouti · Dominica · Dominicaanse Republiek · Duitsland · Ecuador · Egypte · El Salvador · Equatoriaal-Guinea · Estland · Ethiopië · Fiji · Filipijnen · Finland · Frankrijk · Gabon · Gambia · Georgië · Ghana · Grenada · Griekenland · Groot-Brittannië · Guam · Guatemala · Guinee · Guinee-Bissau · Guyana · Haïti · Honduras · Hongarije · Hongkong · Ierland · IJsland · India · Indonesië · Irak · Iran · Israël · Italië · Ivoorkust · Jamaica · Japan · Jemen · Joegoslavië · Jordanië · Kaaimaneilanden · Kaapverdië · Kameroen · Kazachstan · Kenia · Kirgizië · Koeweit · Kroatië · Laos · Lesotho · Letland · Libanon · Liberia · Libië · Liechtenstein · Litouwen · Luxemburg ·  Macedonië · Madagaskar · Malawi · Malediven · Maleisië · Mali · Malta · Marokko · Mauritanië · Mauritius · Mexico · Moldavië · Monaco · Mongolië · Mozambique · Myanmar · Namibië · Nauru · Nederland · Nederlandse Antillen · Nepal · Nicaragua · Nieuw-Zeeland · Niger · Nigeria · Noord-Korea · Noorwegen · Oeganda · Oekraïne · Oezbekistan · Oman · Oostenrijk · Pakistan · Palestina · Panama · Papoea-Nieuw-Guinea · Paraguay · Peru · Polen · Portugal · Puerto Rico · Qatar · Roemenië · Rusland · Rwanda · Saint Kitts en Nevis · Saint Lucia · Saint Vincent en Grenadines · Salomonseilanden · Samoa · San Marino · Sao Tomé en Principe · Saoedi-Arabië · Senegal · Seychellen · Sierra Leone · Singapore · Slovenië · Slowakije · Soedan · Somalië · Spanje · Sri Lanka · Suriname · Swaziland · Syrië · Tadzjikistan · Tanzania · Thailand · Togo · Tonga · Trinidad en Tobago · Tsjaad · Tsjechië · Tunesië · Turkije · Turkmenistan · Uruguay · Vanuatu · Venezuela · Verenigde Arabische Emiraten · Verenigde Staten · Vietnam · Wit-Rusland · Zaïre · Zambia · Zimbabwe · Zuid-Afrika · Zuid-Korea · Zweden · Zwitserland